# Svemirska luka
Svemirska luka (lansirni kompleks, kozmodrom, eng. spaceport, cosmodrome) i raketodromi su mjesta za lansiranje i prizemljivanje svemirskih letjelica. Ovi pogoni su mjesta u kojima je logistika za jednu ili više lansirnih rampa. 
Riječju svemirska luka i kozmodrom tradicionalno se nazivalo mjesta koja su mogla lansirati svemirske letjelice u orbitalni let oko Zemlje ili na međuplanetne putanje. Mjesta za lansiranje raketa koje su isključivo za podorbitalne letove ponekad nazivamo svemirskim lukama, kao što zadnjih godina nova i predložena mjesta za podorbitalne letove s ljudskom posadom učestalo naziva svemirskim lukama. Svemirske postaje i predložene buduće baze na Mjesecu nekad se naziva svemirskim lukama, posebice ako im je namjena kao baza za buduća putovanja.